# آناپلن
آناپلن (انگلیسی: Anaplan) شرکت فناوری اطلاعات آمریکایی است، که در سال ۲۰۰۶ تأسیس شد.